# 하루나 하나
하루나 하나(일본어: 春菜 はな, 1988년 11월 8일~)는 일본의 AV 여배우이다. 2008년 그라비아 아이돌로 데뷔하여 2010년 AV데뷔를 한 이후로 현재까지 활동을 하고 있다.